# Calamotropha bradleyi
Calamotropha bradleyi là một loài bướm đêm trong họ Crambidae.